# صفحات من مكة
صفحات من مكة هو كتاب ألفه المستشرق سنوك هرخرونيه وقد ذهب متنكرًا إلى مكة  وجمع الكثير من المعلومات خلال إقامته ثم ألف بعد ذلك كتابًا سماه صفحات من تاريخ مكة كتبه باللغة الألمانية وعلل ذلك بأنها مقروءة ومشهورة، حيث تناول في الجزء الأول التاريخ السياسي لمكة المكرمة خلال تلك الفترة، وتناول الجزء الثاني الأوضاع الاجتماعية لمكة المكرمة في الفترة التي أقام بها. قامت دارة الملك عبد العزيز بترجمة وتهذيب الكتاب وإزالة ما فيه من تجاوزات.